# Shigenobu (Ehime)
Shigenobu (jap. 重信町, -chō) war eine Stadt im Landkreis Onsen der Präfektur Ehime in Japan.
Als Trabantenstadt von Matsuyama wies Shigenobu eine der höchsten Bevölkerungswachtumsraten in Japan auf.

## Geschichte
Gegründet wurde sie am 1. September 1956 durch Zusammenlegung der Dörfer Kitayoshii, Minamiyoshii und Haishi.
Am 21. September 2004 wurde sie mit der Gemeinde Kawauchi zu der Stadt Tōon zusammengelegt und existiert seitdem nicht mehr als eigenständige Verwaltungseinheit.